# 五月初五
五月初五，农历五月第五天。

## 大事记
- 吴王夫差于五月初五将伍子胥的尸体抛弃于钱塘江中（这是端午节的另一则由来）
- 嘉兴市的嘉兴城在前495年五月初五，由伍子胥建立，所以嘉兴人在一天要纪念伍子胥。

## 出生
- 生年不詳，孟嘗君。
- 宋真宗咸平六年（1003年），夏景宗李元昊。
- 1943年，香港影視資深演員陳鴻烈。（2009年逝世）
- 1953年，現任中共中央總書記習近平。

## 逝世
- 西元前278年，屈原
- 西元257年，樂綝。

## 节假日和习俗
- 端午节
- 道教地臘之辰
  - 五月五日地臘，五帝校定生人官爵，血肉衰盛，外滋萬類，內延年壽，記錄長生名字。此日可謝罪，求請移易官爵，祭祀玄祖。其日不可伐損樹木、血食，可服氣，消息四大。[1]

## 参看
- 日历
- 五月初三 - 五月初四 - 五月初五 - 五月初六 - 五月初七
- 四月初五 - 五月初五 - 六月初五
- 正月 - 二月 - 三月 - 四月 - 五月 - 六月 - 七月 - 八月 - 九月 - 十月 - 十一月 - 腊月
- 公历5月5日

1. ↑  . （原始内容存档于2021-09-02）.